# Марина дел Реј (Калифорнија)
Марина дел Реј (енгл. Marina del Rey) насељено је место без административног статуса у америчкој савезној држави Калифорнија.

## Демографија
По попису из 2010. године број становника је 8.866, што је 690 (8,4%) становника више него 2000. године.
| Група             | 2000.         | 2010.         |
| Белци             | 6.443 (78,8%) | 6.624 (74,7%) |
| Афроамериканци    | 383 (4,7%)    | 465 (5,2%)    |
| Азијати           | 671 (8,2%)    | 749 (8,4%)    |
| Хиспаноамериканци | 437 (5,3%)    | 686 (7,7%)    |
| Укупно            | 8.176         | 8.866         |